# 贝尔韦拉纳
贝尔韦拉纳，是西班牙卡斯蒂利亚-莱昂布尔戈斯省的一个市镇。总面积34平方公里，总人口87人（2001年），人口密度3人/平方公里。